# マティルデ・カロリーネ・フォン・バイエルン
マティルデ・カロリーネ・フォン・バイエルン（Mathilde Karoline von Bayern, 1813年8月30日 - 1862年5月25日）は、バイエルン王国の王女。全名はマティルデ・カロリーネ・フリーデリケ・ヴィルヘルミーネ・シャルロッテ（Mathilde Karoline Friederike Wilhelmine Charlotte）。バイエルン王ルートヴィヒ1世の長女で、ヘッセン大公ルートヴィヒ3世の妃となった。

## 生涯
1813年8月30日、ルートヴィヒ1世（当時王太子）とその妃であったザクセン＝ヒルトブルクハウゼン公フリードリヒの娘テレーゼの間に第二子としてアウクスブルクで生まれた。
マティルデ・カロリーネは1833年12月26日にミュンヘンでヘッセン大公世子ルートヴィヒと結婚し、1848年に夫が即位すると大公妃となった。
1862年5月25日、マティルデ・カロリーネはダルムシュタットで死去し、当地に葬られた。ルートヴィヒ3世との間には子供は生まれなかった。

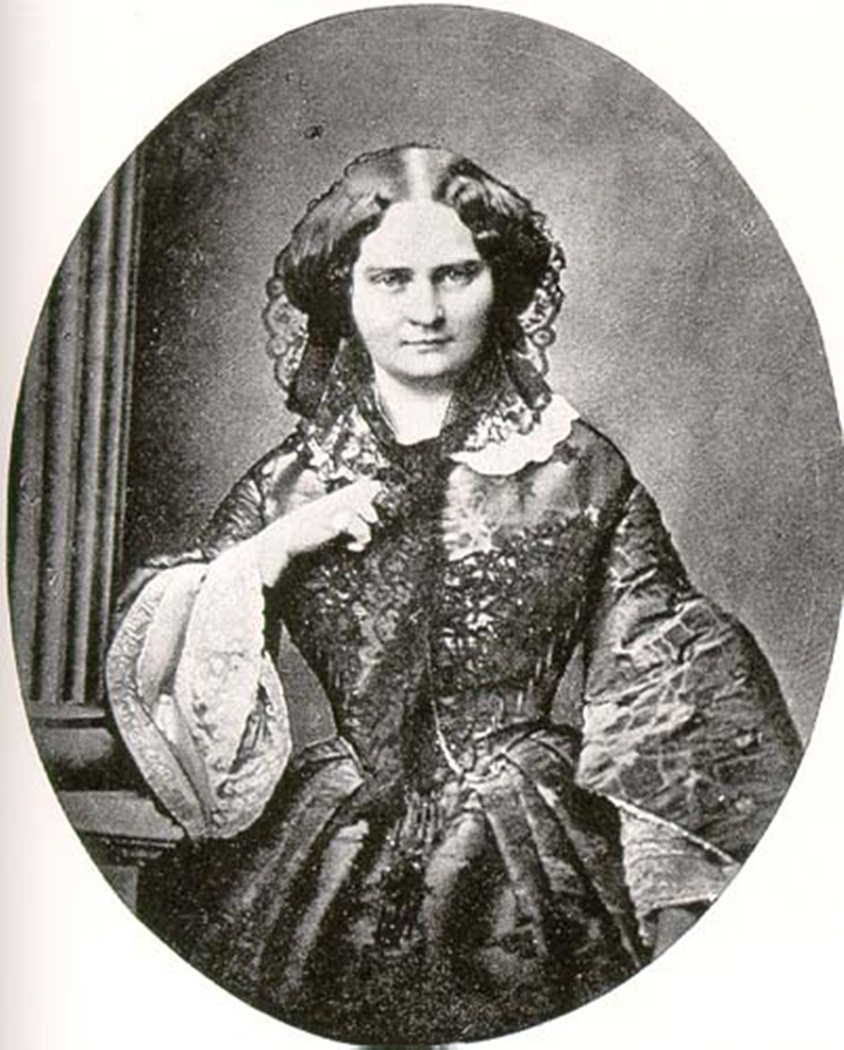
ヘッセン大公妃マティルデ・カロリーネ